# ساجرتيس
ساجرتيس (/ˈsɔːɡərtiːz/) هي بلدة تقع في الركن الشمالي الشرقي من مقاطعة أولستر، نيويورك. كان عدد السكان 19،038 في وقت تعداد 2020، وهو انخفاض من 19،482 في عام 2010. وتقع القرية التي تحمل الاسم نفسه بالكامل داخل المدينة.